# 魔木子
魔木子（まきこ、12月26日 - ）は、日本の漫画家。秋田県秋田市出身。女性。血液型はB型。
主にレディースコミック誌にて活躍。ボーイズラブ系の漫画、挿し絵も手がける。

## 作品リスト

### コミックス
- QUEEN BEE（1993年/祥伝社/『FEEL YOUNG』）全1巻
- 毒の華（1993年/祥伝社/『FEEL YOUNG』）全2巻
  - 班猫おみつ
  - 美人局お絹
  - 簪お沙絵
  - 雷神おしん
- 巫女伝説（1993年/祥伝社/『FEEL YOUNG』）全1巻
  - 巫女伝説
  - 江戸恋暦 其ノ一
  - 江戸恋暦 其ノ二
- 地獄遊戯（1994年/祥伝社/『FEEL YOUNG』）全2巻
- 倉田屋おみね（1995年/祥伝社/『FEEL YOUNG』）全1巻
  - 倉田屋おみね
  - 茨木お滝
- MAGIC-魔術-（1995年/祥伝社/『FEEL YOUNG』）全1巻
- FLOWERING（1996年Spring - 1999年12月号/ビブロス/『BE･BOY GOLD』）全3巻 ※鎌田幸美原作
- ダークネス（1996年6月号 - 1999年7月号/秋田書店/『Lady's comic collet』）秋田書店刊 全6巻、ぶんか社コミック文庫 全4巻
- うらめしや（1998年2月号 - 2019年5月号/双葉社/『ミステリーJour - JOURすてきな主婦たち』）全26巻
- 若草物語（ぶんか社）短編集
  - 若草物語（2002年5月号/ぶんか社/『まんがグリム童話』）
  - サロメ（2005年1月号/ぶんか社/『まんがグリム童話』）
  - 黒蜥蜴（2004年5月号/ぶんか社/『まんがグリム童話』）
- 魔都（2002年11月号 - 2004年5月号/秋田書店/『colletミステリー』）ぶんか社コミック文庫 全2巻
- 天使の足音（あおば出版）短編集
  - 天使の足音
  - TAROT
  - 死神 TAROT Ⅱ
  - 恋人 TAROT Ⅲ
  - 死者は語る
  - PLAY
- 雪華菩薩（あおば出版）
  - 雪華菩薩
  - 美人局お絹
  - 紅蓮の月
- 秘密（あおば出版）
  - 秘密
  - 一粒の媚薬
  - 華やかな煉獄
- 綺譚夜話（2004年/あおば出版）全2巻
- お江戸くノ一 変化のお梛事件帖（2005年11月号 - 2012年11月号/ぶんか社/『まんがグリム童話』）全6巻
- 淫靡で残酷な白雪姫（ぶんか社）短編集
  - 白雪姫（2003年11月号/ぶんか社/『まんがグリム童話』）
  - 夏姫（2006年8月号/ぶんか社/『まんがグリム童話』）
  - パリシーナ（2009年1月号/ぶんか社/『まんがグリム童話』）
  - 悪女の仮面
- 毒婦たちの犯罪白書（ぶんか社）短編集
  - 蝮のお政（2005年9月号/ぶんか社/『まんがグリム童話』）
  - 蟹のお角（2005年6月号/ぶんか社/『まんがグリム童話』）
  - 古城の女 イザベッタ（2006年9月号/ぶんか社/『まんがグリム童話』）
  - 琥珀の夜
- 江〜魔王の燠火〜（2011年5月号 - 2011年10月号/ぶんか社/『まんがグリム童話』）全2巻
- うらめしや外伝 かごめ -大正妖怪綺譚-（2012年8月号 - 2019年11月号/双葉社/『JOURすてきな主婦たち』）全7巻
- 妖八犬伝（2013年1月号 - 2015年1月号/ぶんか社/『まんがグリム童話』）全3巻
- 妖女シンデレラ（ぶんか社）短編集
  - シンデレラ（2012年10月号/『まんがグリム童話』）
  - ヴェアヴォルフ〜人狼〜（2009年12月号/『ほんとうに怖い童話』）
  - 戦火のチョコレート（2009年9月号/『まんがグリム童話』）
  - しなやかな獣
- くずれる牡丹〜闇の淫花抄〜（ぶんか社）短編集
  - 散る桜（2015年3月号 - 2015年4月号/ぶんか社/『まんがグリム童話』）
  - しぼむ朝顔（2015年8月号 - 2015年9月号/ぶんか社/『まんがグリム童話』）
  - くずれる牡丹（2016年1月号 - 2016年2月号/ぶんか社/『まんがグリム童話』）
- 新・ダークネス（2016年4月号 - 2019年2月号/ぶんか社/『まんがグリム童話』）全5巻

### その他表紙担当作品
- エンジェルズ・コネクション シリーズ（鷲尾滋瑠 著）
  - 天使は闇に踊る（茜新社）
  - 蒼夜に抱かれた天使（茜新社）
  - 熱沙の挿話（二見書房）
  - 暁の仮面祝祭（二見書房）
  - Gothic Game（二見書房）
- 秋霖の賦／逆光（鷲尾滋瑠 著/ぶんか社/ぶんか社デジタル文庫）
- 戦国淫恋記〜天魔王の寵鷹（鷲尾滋瑠 著/茜新社/ステラ★ノベル）